# Alfred Bloomingdale
Alfred Schiffer Bloomingdale (Nova York, 15 de abril de 1916 - Santa Mônica, 23 de agosto de 1982), foi um empresário estadunidense, considerado o "pai do cartão de crédito" e um dos conselheiros privados do presidente Ronald Reagan.
Considerado um empresário agressivo e enérgico, presidiu o Diners Club de 1955 a 1964, a partir de quando passou a chefiar seu conselho.

## Biografia
Alfred era neto de Lyman G. Bloomingdale, um dos irmãos que fundaram a célebre loja Bloomingdale's; cursou a Riverdale Country Day School e a Westminster School, em Connecticut.
Formou-se pela Universidade de Brown em 1938, depois de ficar mais de um ano hospitalizado para se recuperar de uma lesão nas costas que o vitimara quando jogava futebol e foi trabalhar na loja de Manhattan da família, onde recebia um salário de 18 dólares por semana; mas ele nunca se habituou àquele tipo de serviço - em 1968 ele declarou que "eu nunca gostei realmente do trabalho então, finalmente, saí."
Ele então se voltou para a Broadway e Hollywood, como produtor, ficando nesta atividade entre 1939 e 1949, apresentando como um dos sucessos que produzira o Ziegfeld Follies, de 1943; no ano seguinte um episódio curioso marcou sua participação neste ramo quando, antes de chegar à Broadway o espetáculo Allah Be Praised apresentava-se na Filadélfia quando ele levou o dramaturgo Cy Howard para vê-lo e aconselhá-lo; ao fim, ele disse-lhe: "Al, se eu fosse você fecharia essa apresentação e iria manter sua loja aberta à noite".
Casou-se em 1946 com Betty Lee Newling, que se tornou conhecida na Califórnia por suas ações sociais e figura proeminente da sociedade de Los Angeles.
Em 1950 ele começara em Los Angeles aquilo que era um pioneiro do cartão de crédito, chamado Dine and Sign. Na ocasião ele propusera uma sociedade com o playboy brasileiro e seu amigo, Jorge Guinle mas este, que tinha uma grande visão para mulheres e nenhuma para negócios, recusara. Um amigo chamou-lhe a atenção para um outro negócio chamado Diners Club e ele então com sua ideia, propôs uma sociedade aos donos do outro empreendimento, Frank McNamara e Ralph E. Schneider, tendo como resultado a fusão e Bloomingdale passou a ser o vice-presidente; aposentara-se da empresa em 1970, embora tenha permanecido como consultor.
O negócio tivera início com um capital de apenas 35 mil dólares, e ele tinha 15% do negócio - mas a chamada "época do cartão de crédito" estava apenas começando, e logo viria a crescer para cumprir a promessa de que o cartão de plástico tornaria o dinheiro obsoleto; mesmo enfrentando a concorrência da American Express quando foi vendida para empresa de seguros Continental Corporation, tinha 2 milhões de usuários.
A amizade com Reagan começara ainda na Califórnia e continuou até ele se tornar presidente; Alfred tornara-se ativo membro do Partido Republicano desde o ano de seu casamento, quando participou da convenção nacional da agremiação.

## Últimos anos
Nos últimos dez anos Bloomingdale investia no mercado imobiliário da Flórida, em Fort Lauderdale, e na Costa Oeste.
Em 1981 Reagan o nomeou como membro do  Foreign Intelligence Advisory Board e do Advisory Commission on Public Diplomacy; em julho de 1982 ele fora processado por uma mulher de 29 anos, que alegava que ele não cumprira a promessa de dar-lhe "sustento de vida".
Enfrentava um câncer de esôfago, permanecendo em casa de Holmby Hills a maior parte do tempo, até morrer aos 66 anos no Hospital St. John, em Santa Monica, deixando os filhos Geoffrey, Elisabeth Bell e Robert; foi sepultado no cemitério de West Los Angeles, numa cerimônia familiar.